# Watthana
Watthana (thailändisch วัฒนา, auch: Vadhana) ist einer der 50 Khet (Bezirke) in Bangkok, der Hauptstadt von Thailand.

## Geographie
Watthana wird im Norden begrenzt vom Khlong Saen Saep (Saen-Saep-Kanal), im Osten vom Khlong Tan und vom Khlong Phra Khanong sowie der Stadtautobahn 3 (Chalong Rat Expressway), im Süden von der Thanon Sukhumvit (Sukhumvit-Straße) und im Westen von der Stadtautobahn 1 (Chaloem Maha Nakhon Expressway).
Die benachbarten Bezirke sind im Uhrzeigersinn von Norden aus:  Ratchathewi, Huai Khwang, Suan Luang, Phra Khanong, Khlong Toei, Sathorn und Pathum Wan.

## Geschichte
Watthana war bis 1998 Teil des Khet Khlong Toei. Er wurde abgetrennt, um den Einwohnern eine eigene Verwaltung bieten zu können.
Der Name des Bezirks stammt von der Prinzessin Galyani Vadhana, der älteren Schwester von König Bhumibol Adulyadej. Vadhana (Schreibweise nach dem Thailändischen Umschrift-System: Watthana) bedeutet „Entwicklung“. Dieser Bezirk gehört zu den modernsten Khet von Bangkok.

## Orientierung

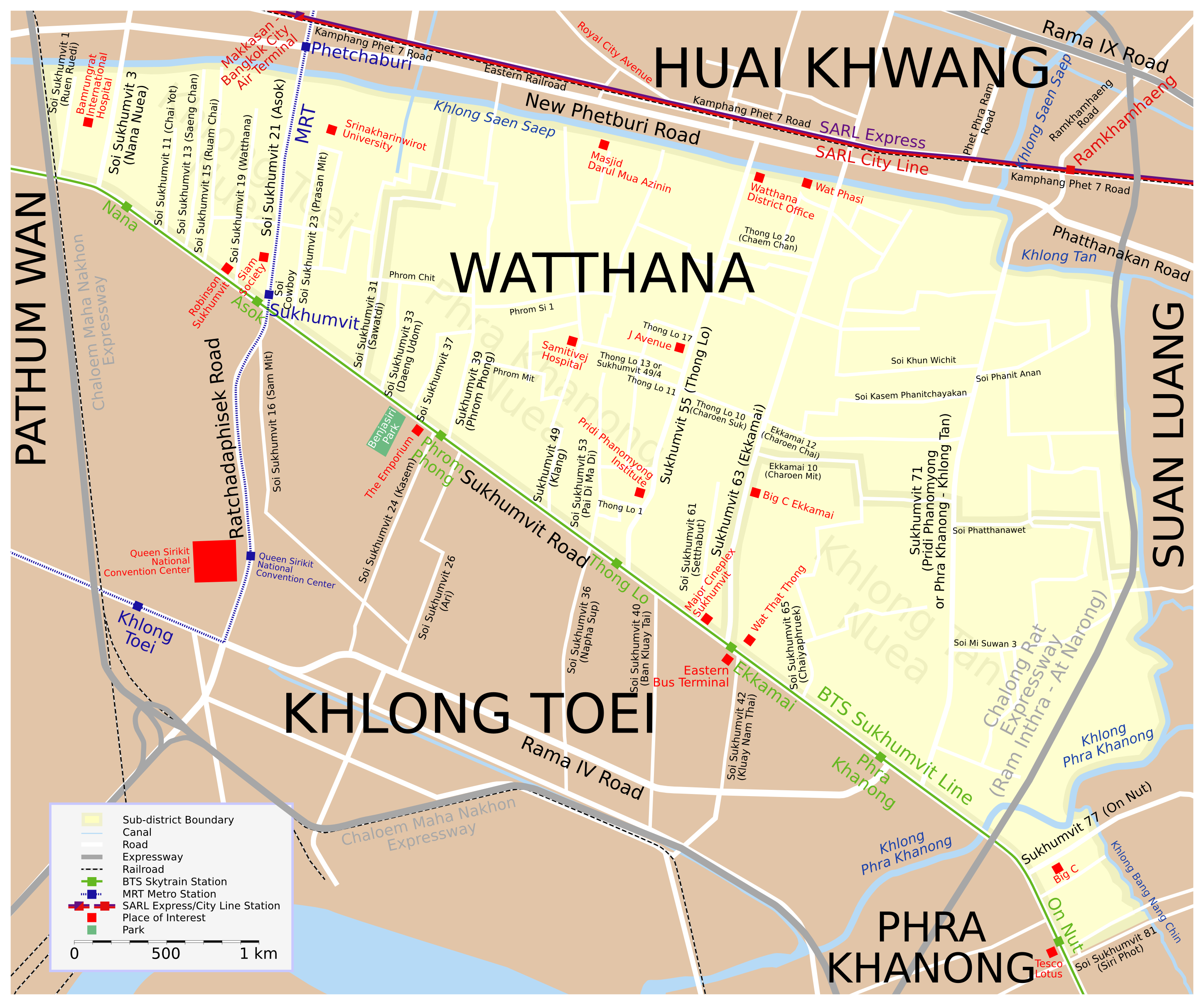
Übersichtskarte von Watthana

Watthana ist mittlerweile zu einem der bedeutenden Geschäftsbezirke Bangkoks und ein Zentrum des touristischen (Nacht-)Lebens geworden. Hier stehen zahlreiche große Touristenhotels und Wohnanlagen, in denen auch viele Einwanderer leben. Der Bezirk wird von Nord nach Süd von bekannten Seitenstraßen (Soi) der nach Südosten verlaufenden Thanon Sukhumvit (Sukhumvit-Straße) durchzogen: Soi Nana Nuea („Seitenstraße Nana Nord“, auch Sukhumvit 3), Thanon Asok Montri (Sukhumvit 21), benannt nach dem indischen König Ashoka, Soi Ekkamai (Sukhumvit 63), Phra Kanong-Khlong Tan Road (Sukhumvit 71) und ein kleiner Teil der Soi On Nut (Sukhumvit 77). An jeder der genannten Seitenstraßen gibt es gleichnamige Haltestellen des Bangkok Skytrain.

### Einkaufen

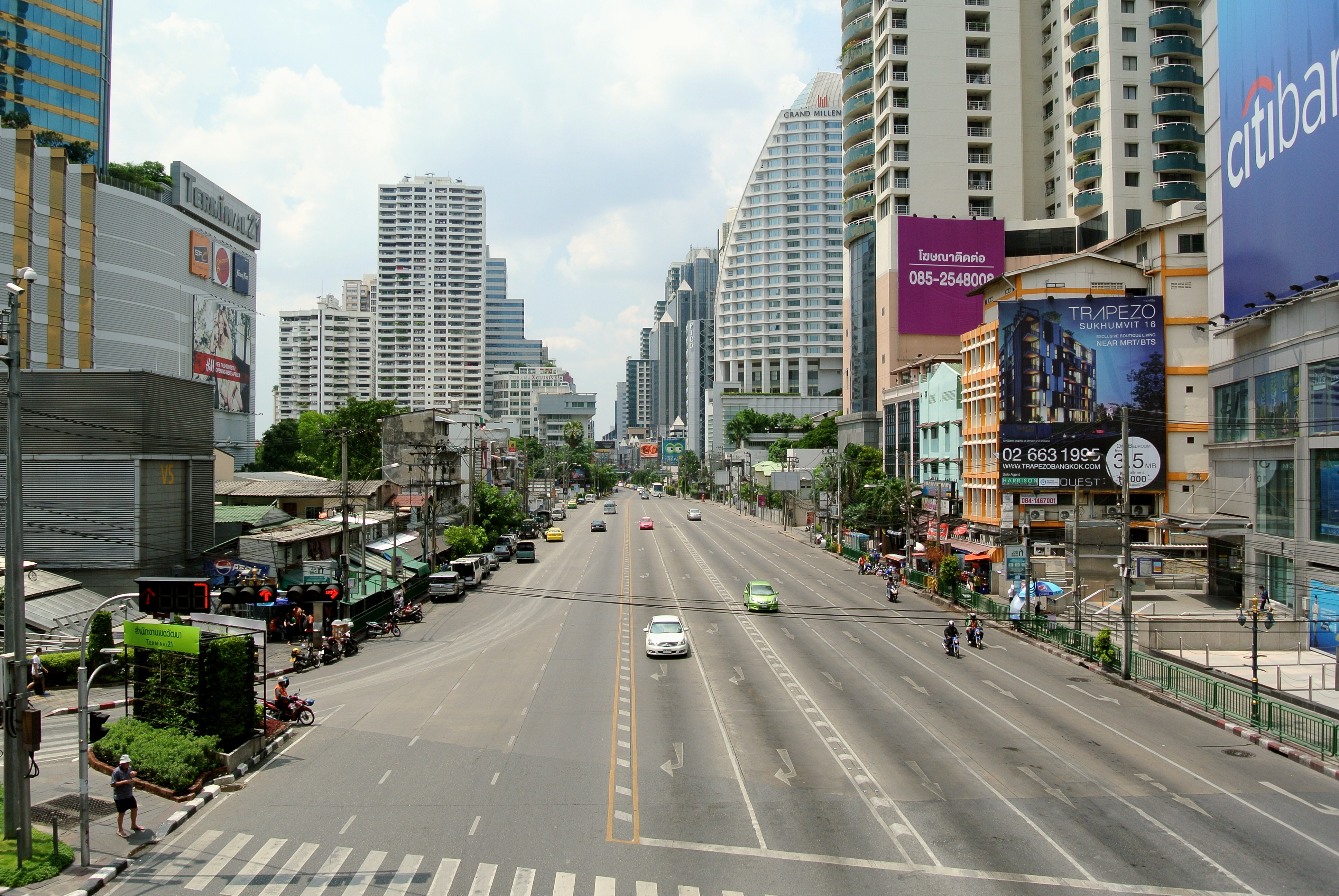
Anfang von Thanon Asok Montri (Sukhumvit 21), Terminal 21 Einkaufszentrum auf der linken Seite

- Thanon Sukhumvit (Sukhumvit-Straße): Die Gehsteige zwischen Soi 3 und Soi 15 sind von Händlern belegt, die typische Touristen-Waren verkaufen.
- Foodland: In Soi 5 gibt es eine Filiale dieser Kette thailändischer Supermärkte. Sie hat auch einen 24-Stunden-Coffee-Shop.
- Villa Plaza: Diese Einkaufs- und Unterhaltungs-Gegend liegt zwischen Sukhumvit Soi 33 und Soi 31, sie zentriert sich um die Villa- (geöffnet 24 Stunden) und Fuji-Supermärkte. Es gibt hier einige Pubs in britischem Stil sowie auch Clubs, die sich nur an Japaner richten.
- Thong Lo: Diese Seitenstraße (eigentlich Sukhumvit Soi 55) ist in den 2000er-Jahren in Mode gekommen. Es gibt eine Reihe von teuren Restaurants und Boutiquen.
- Major Sukhumvit: Eine große Niederlassung der Major-Cineplex-Kinokette liegt neben der Station Ekkamai des Bangkok Skytrain. Sie enthält auch eine Bowling-Bahn, Restaurants und Läden.
- das 2011 eröffnete Einkaufszentrum Terminal 21 an der Asok-Kreuzung (Umsteigegelegenheit von Skytrain-Station „Asok“ zu U-Bahn-Station „Sukhumvit“)

### Restaurants und Nachtleben

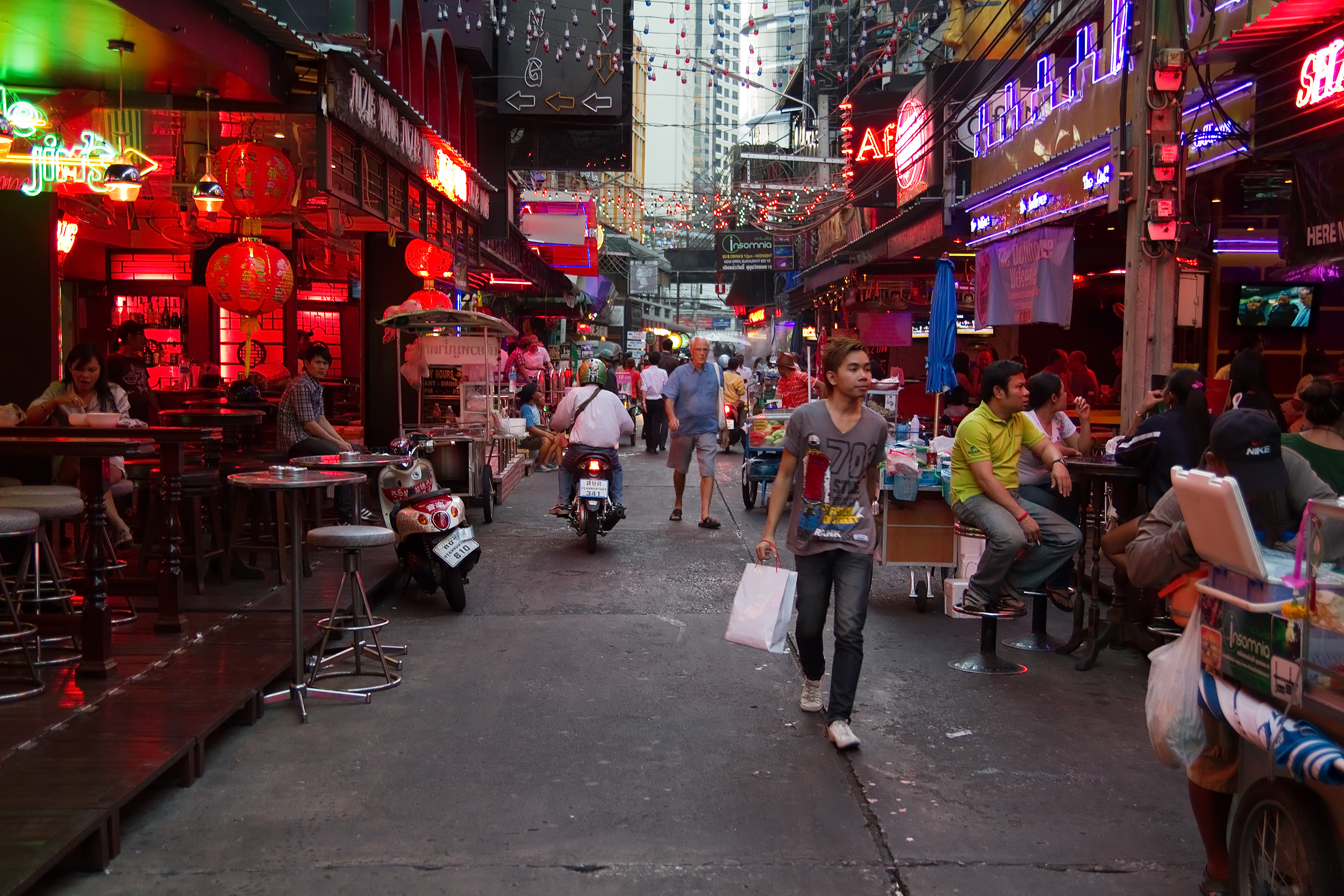
Soi Cowboy

- „Little Africa“: In der Nähe des Grace Hotels zwischen Soi Nana Nuea („Seitenstraße Nana Nord“, auch Sukhumvit 3) und Sukhumvit Soi 5 gibt es ein Netzwerk von schmalen Gassen mit zahlreichen Nahost-Restaurants.
- Soi Cowboy: Nebenstraße der Thanon Asok Montri (Sukhumvit Soi 21) mit Gogo-Bars.
- Thong Lo gilt seit Mitte der 2000er-Jahre als eines der angesagtesten Ausgehviertel Bangkoks.[1][2][3]
- eine ähnliche Entwicklung gab es kurz darauf im benachbarten Ekkamai (Sukhumvit Soi 63), wo sich, wie in Thong Lo, Bars und Restaurants vorwiegend an ein jüngeres und anspruchsvolles Publikum richten.

### Kultur
- The Siam Society: Sie wurde 1904 gegründet mit dem Ziel, über Vorträge, Studienreisen und Buchveröffentlichungen das Interesse an der thailändischen Kunst, Kultur und Natur nicht nur der eigenen Bevölkerung, sondern auch interessierten Ausländern näherzubringen. Sie liegt in der Soi Asok nahe der gleichnamigen Station der Bangkok Metro.
- Japan Foundation: Im 10. Stock des Sermmit Tower in der Asok-Montri-Straße hat die Stiftung eine Bücherei, veranstaltet Kunstausstellungen, Vorträge und Filmvorführungen, hauptsächlich dem thailändischen Volk um japanische Kultur zu vermitteln.
- Srinakharinwirot-Universität: Der Prasarnmit-Campus liegt in der Asok-Montri-Straße.
- Pridi Phanomyong Institute: Das Institut, gegründet zu Ehren des thailändischen Staatsmanns Pridi Phanomyong, veranstaltet Vorträge und Filmvorführungen. Es liegt in der Soi Thong Lo.

### Krankenhäuser
- Bumrungrad International Hospital: Das größte Krankenhaus der Umgebung und eines der führenden Krankenhäuser Thailands für den Medizintourismus[4] liegt in der Soi 3 der Sukhumvit-Straße. Es richtet sich insbesondere an Patienten aus den arabischen Golfstaaten. Ein Teil der Soi 3 ist als „Soi Arab“ oder „Little Arabia“ Bangkoks bekannt, da sich hier vorwiegend Geschäfte und Restaurants nahöstlicher und arabischer Ausrichtung angesiedelt haben.
- Samitevej-Krankenhaus: Ein weiteres Krankenhaus der gehobenen Klasse in Sukhumvit Soi 49.
- Camillian-Krankenhaus: Ein kleines katholisches Hospital in der Soi Thong Lo.

### Verkehr
Oberhalb der Sukhumvit-Straße verkehrt die Sukhumvit-Linie des Skytrains (BTS). Auf der Südgrenze des Bezirks Watthana befinden sich die Haltestellen Nana, Asok, Phrom Phong, Thong Lo, Ekkamai, Phra Khanong und On Nut.
Die Bangkok Metro (U-Bahn, MRT) hat ihre Haltestelle Sukhumvit im Bezirk Watthana. Sie entspricht der Skytrain-Station Asok und stellt den zentralen Umsteigepunkt von U-Bahn und Sukhumvit-Linie dar.
Ein weiteres öffentliches, nicht straßengebundenes Verkehrsmittel, das den Bezirk bedient sind die Diesel-Schnellboote auf dem Khlong Saen Saep. Zu den Anlegestellen gehören Nana Nuea (nördlicher Teil der Soi Nana), Asok (Asokmontri-Straße), Prasanmit (Srinakharinwirot-Universität) und Soi Thonglo

## Verwaltung
Der Bezirk ist in drei Unterbezirke (Khwaeng) gegliedert:
| Nr. | Name Khwaeng      | Thai        | Einw.  |
| --- | ----------------- | ----------- | ------ |
| 1.  | Khlong Toei Nuea  | คลองเตยเหนือ | 08.496 |
| 2.  | Khlong Tan Nuea   | คลองตันเหนือ  | 51.411 |
| 3.  | Phra Khanong Nuea | พระโขนงเหนือ | 22.730 |